# 올 더 리틀 애니멀
올 더 리틀 애니멀(All The Little Animals)은 영국에서 제작된 제레미 토머스 감독의 1998년 영화이다. 존 허트 등이 주연으로 출연하였고 제레미 토머스 등이 제작에 참여하였다.

## 출연

### 주연
- 존 허트
- 크리스찬 베일

### 조연
- 다니엘 벤잘리
- 제임스 폴크너
- 존 오툴

## 제작진
- 공동제작: 데니즈 오델
- 미술: 앤드류 샌더스
- 의상: 루이즈 스텐스워드
- 배역: 셀레스탸 폭스
- Ass-PD: 피터 왓슨